# Споразуми о сарадњи четника са НДХ
Све до фебруара 1942. године сви четнички устаници и припадници партизанског покрета били су заједно, иако је било међусобног ривалитета.
Процес сарадње снага ЈВУО на тлу НДХ током Другог светског рата обухвата усмене и писмене договоре и уговоре о лојалности четничких формација потписане са органима власти НДХ. Из тих уговора, насталих након разлаза партизана и четника на тлу НДХ, четнички одреди обавезују се на сарадњу са органима НДХ. Карактеристични су по томе што се практично врши легализација четничких одреда на тај начин што органи НДХ признају четницима право организовања у замену за потписивање лојалности и престанак сукоба четника са домобранима и усташама. Уговори су потписани са четничким вођама: Урошем Дреновићем (Мркоњић Град, 27. април 1942), Вукашином Марчетићем (Бања Лука, 15. мај 1942), Цвијетином Тодићем (Липац, 22. мај 1942.), Лазаром Тешановићем (Бања Лука, 23. мај 1942.), Радивојем Керовићем (Лопаре, 30. мај 1942) и Радетом Радићем (Бања Лука, 9. јун 1942).
Ти договори најчешће обухватају следеће:
1. Признавање права четницима од стране НДХ за ношење оружја
2. Признавање права четницима на одржавање реда на територији под њиховом контролом
3. Заједничку борбу против НОВЈ
4. Снабдевање оружјем, муницијом, храном и лековима четника од стране НДХ
5. Пружање материјалне помоћи породицама погинулих Срба
6. Пружање материјалне помоћи породицама Срба који су у заробљеништву

Већи део ових уговора садржи декларативне изјаве лојалности НДХ, па чак постоје и примери да се изјављује лојалност поглавнику.
У неким случајевима, НДХ је четницима гарантовала и плате и пензије, као и "бонусе" за убијене или заробљене припаднике НОВЈ.
У спровођењу споразума долазило је често до затегнутости и инцидената, али је растућа опасност од НОВЈ, и потреба заштите српског становништва условила да се без обзира на то уговори обнављају. Након средине 1943. наступила је ситуација присуства бројчано јаких немачких снага на територији НДХ. У тој ситуацији посредовање органа НДХ изгубило је на значају, па је успостављена непосредна сарадња између четника и јединица Вермахта и Вафен-СС-а.

## Услови и разлози склапања споразума
У новембру 1941, Михаиловић и његови сарадници дошли су до закључка да треба заузети тактички пасиван став према осовинским снагама, с обзиром да није наступио прави тренутак за одлучну борбу. У том међувремену, као главни противник наметнули су се партизани, с обзиром на то да су заступали тактику безусловне борбе, те је постојала опасност да у одлучујућим тренуцима опстану као незаобилазан војни и политички фактор. С обзиром да су Немци задржали одбојан став према тактизирању, према њима је заузет став избегавања и неотварања ватре, чак и у ситуацији немачког напада. Италијанске снаге, будући изложене великом притиску партизана, врло радо су прихватиле сарадњу, делом и на сопствену иницијативу. Већ током септембра успостављена је веза са неким четничким лидерима у Далмацији, западној Босни и Херцеговини, а током јануара и фебруара 1942. склопљени су италијанско-четнички савези и у Црној Гори.
На територији НДХ која је спадала у немачку окупациону зону, партизански одреди непрекидно су јачали. Усташки масакри покренули су српске сељаке на отпор. Комунистичка партија мобилисала је скојевске и партијске групе, које су се интегрисале са устаничким групама, дајући им организацију, обезбеђујући садејство и идеологију. Међутим, устанички слојеви били су склони пасивности, непокретности и ангажовању само у одбрану властитих села. Комунисти су заступали војничко организовање и сталну офанзивност и ван матичних територија. Под утицајем ове унутрашње тензије, међуетничког неповерења, беспотребних убистава неистомишљеника познатијих као Лијева скретања, Михаиловићеве пропаганде, одјека партизанско-четничког сукоба у Србији и деловања Михаиловићевих емисара, дошло је до раслојавања унутар партизанских одреда. Од фебруара 1942. у многим одредима изведени су пучеви, у којима би четнички завереници ликвидирали штаб одреда, комунисте и не-Србе, и прогласили одред четничким. 20. фебруара препадом у Вукосавцима ликвидиран је штаб Мајевичког НОП одреда, и преузета власт над главнином одреда, а слично је поновљено током марта и априла 1942. у Четвртом, деловима Трећег и Шестом крајишком одреду, као и у Романијском НОП одредом. У складу са Михаиловићевом тактиком обустављања отворене борбе и чекања правог тренутка, руководства ових одреда успоставила су контакте са властима НДХ ради успостављања примирја.
Јачање устанка довело је власти НДХ у врло тешку ситуацију, у којој нису имали ефективну контролу на већем делу своје територије. Из тог разлога власти НДХ са задовољством су дочекале расцеп у устаничким снагама и прихватиле примирје са четничким одредима.

## Склапање уговора
Примирје са одредима на територији Босне склопљено је током априла, маја и јуна 1942. године.
- Урош Дреновић, командантом четничког одреда »Кочић« склопио је споразум са НДХ у Мркоњић Граду 27. априла 1942.[1]
- Лазар Тешановић, командант четничког батаљона »Мркоњић«, склопио је споразум са НДХ 23. маја 1942.
- Представници Озренског и Требавског четничког одреда склопили су споразум са властима НДХ 28. маја 1942. у селу Липац[2][3][4]
- Представници Мајевичког четничког одреда склопили су споразум са властима НДХ 30. маја 1942.[5]
- Представници четничког одреда „Борја“ склопили су споразум са властима НДХ 9. јуна 1942.[6]

Уговори о примирју и сарадњи садржали су клаузуле о признавању суверенитета НДХ од стране четника, о заједничкој борби против партизана, снабдевању војном опремом, плаћању официра и бораца, збрињавању рањеника и бризи за породице погинулих.

## Спровођење уговора у дело
Немачке снаге, снаге НДХ и легализовани четници, учествовале су у борбама против НОВЈ под немачком тактичком командом у области Мркоњић Града августа, септембра и октобра 1942, као и на Мањачи септембра 1942. На другим местима, као што је Мајевица и околина Зенице, четници су за Немце вршили обезбеђење комуникација.
У италијанској окупационој зони, садејство италијанске војске, снага НДХ и четника обезбеђивано је посредством надређене италијанске тактичке команде (на пример, у операцијама Алфа и Бета). Четничке групе у Лици у октобру 1942. и у марту 1943. потписале су споразуме са НДХ, и учествовале у заједничким борбама током операција Вајс I и Вајс II и током офанзиве НОВЈ у Лици пролећа 1943.
Мањи део четничких снага није потписао споразуме са НДХ, те су сматрани илегалним снагама. Ипак, с обзиром да нису стварали веће проблеме окупационим властима, као и због хроничне заузетости трупа у борбама против НОВЈ, већином нису узнемиравани.
Михаиловић је ове тактичке договоре сматрао корисним, али је био веома незадовољан формом писмених уговора, јер је то било политички и пропагандно веома незгодно.
Споразуми који су склопљени и успостављена сарадња између четника и НДХ нису били резултат међусобне блискости, него тренутних тактичких потреба. Обе стране задржале су међусобну одбојност. При провођењу споразума долазило је до тешкоћа, одуговлачења, инцидената и ситнијих препада и чарки. Ипак, с обзиром на стално растућу опасност од НОВЈ по обе стране, уговори су редовно обнављани.
Најтежи инцидент догодио се 6. априла 1943, кад је једна група припадника Озренског четничког одреда на свом контролном пункту зауставила патролу из састава 369. легионарске дивизије, и убила 6 војника. Као меру одмазде, један пук 369. дивизије средином априла прокрстарио је Озреном. Том приликом дошло је до вишесатне борбе са Озренским одредом. Одред је избегао опкољавање и уништење, а почетком маја 1943, посредством адвоката Бранка Стакића и Ђокана Шарчевића су „уз одређене услове, у Завидовићима, утаначили са Немцима примирје“, тј. склопили нови споразум.
Почев од друге половине 1943, а нарочито 1944, област НДХ била је поседнута веома јаким немачким снагама (снагама Друге оклопне армије). У тој фази Немци су се користили четничким јединицама директно, било за оперативне, било за обавештајне задатке, и посредовање органа и штабова НДХ изгубило је на значају.